# 이도가야 사건
이도가야 사건(井土ヶ谷 事件)은 에도 시대 말기인 1863년 10월 14일(분큐 3년)에 무사시국 이도가야 촌(현재 가나가와현 요코하마시 미나미 구 이도가야 시다마치 3번지 부근)에서 일어난 양이파 로시에 의한 프랑스 장교 살인 사건이었다.

## 개요
요코하마 거류지의 보안을 위해 상하이에서 파견된 프랑스 육군 아프리카 사냥 보병 제3대대 소속의 앙리 카뮈 소위(J.J. Henri Camus, 1842년 – 1863년)와 장교 두 명이 호도가야주쿠로 가기 위해 말을 타고 이도가야 촌 부근에서 낭인(로시) 3명의 습격을 받았다. 선두에 있던 카뮈는 사망했고, 동행한 다른 2명은 도주하여 생명에 지장은 없었다.
가나가와 봉행 대리 고하라 이사부로는 수사를 시작했지만, 프랑스 공사 드 벨쿠르와 프랑스 해군 제독 죠레스는 범인 체포가 어렵다는 보고를 받았고, 습격한 범인이 밝혀지지 않은 채 체포되지 않았다. 벨 쿠르는 사건의 해결과 사과를 위해 프랑스에 특사로 외국 부교 다케모토 마사쓰네(竹本正雅)를 파견하는 것을 막부에 제의했다. 12월 막부는 요코하마 쇄항 담판을 위해 외국 봉행 이케다 나가오키 등 34명으로 구성된 요코하마 쇄항 담판 사절단을 파견했다. 이듬해 3월 사절단은 프랑스를 방문하여 정부에 사건을 사죄하는 동시에 195,000 프랑(35,000달러)의 보험 혜택을 유족에게 지급하고, 사건은 해결되었지만 쇄항 협상은 실패로 끝났다.
카뮈의 시신은 요코하마시 나카구 요코하마 야마테 외국인 묘지에 묻혀있다.

## 사건 흔적
사건 현장에서 북서쪽으로 약 109m의 위치한 곳에 있는 고신토(庚申塚, 이도가야 시다마치 32-1)에 이도가야 사건의 비가 건립되어 있다. 1988년 요코하마 시 지역 사적으로 지정되었다.

## 같이 보기
- 나마무기 사건
- 가마쿠라 사건